# Rabo-de-quilha

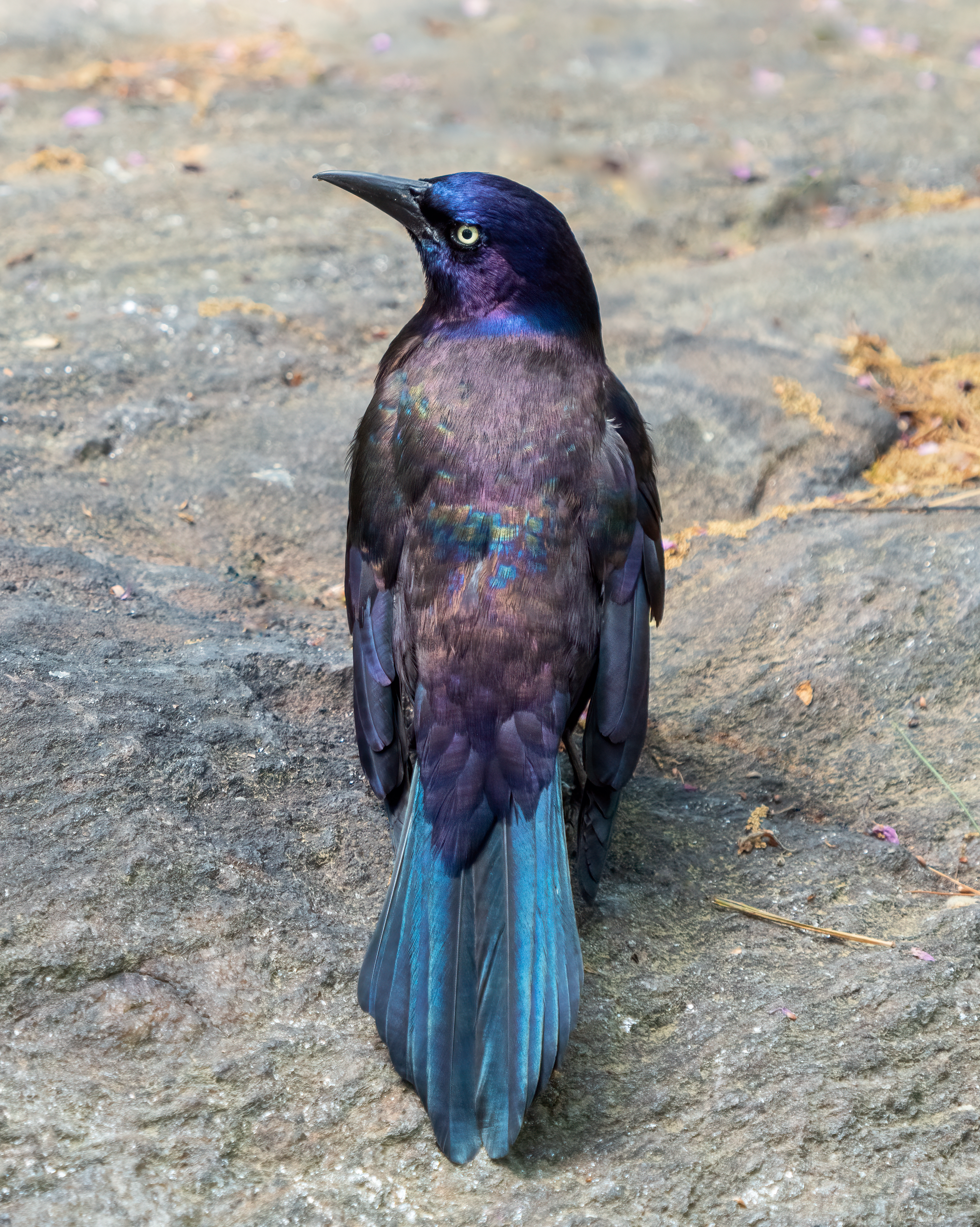
Iridescência das penas do rabo-de-quilha

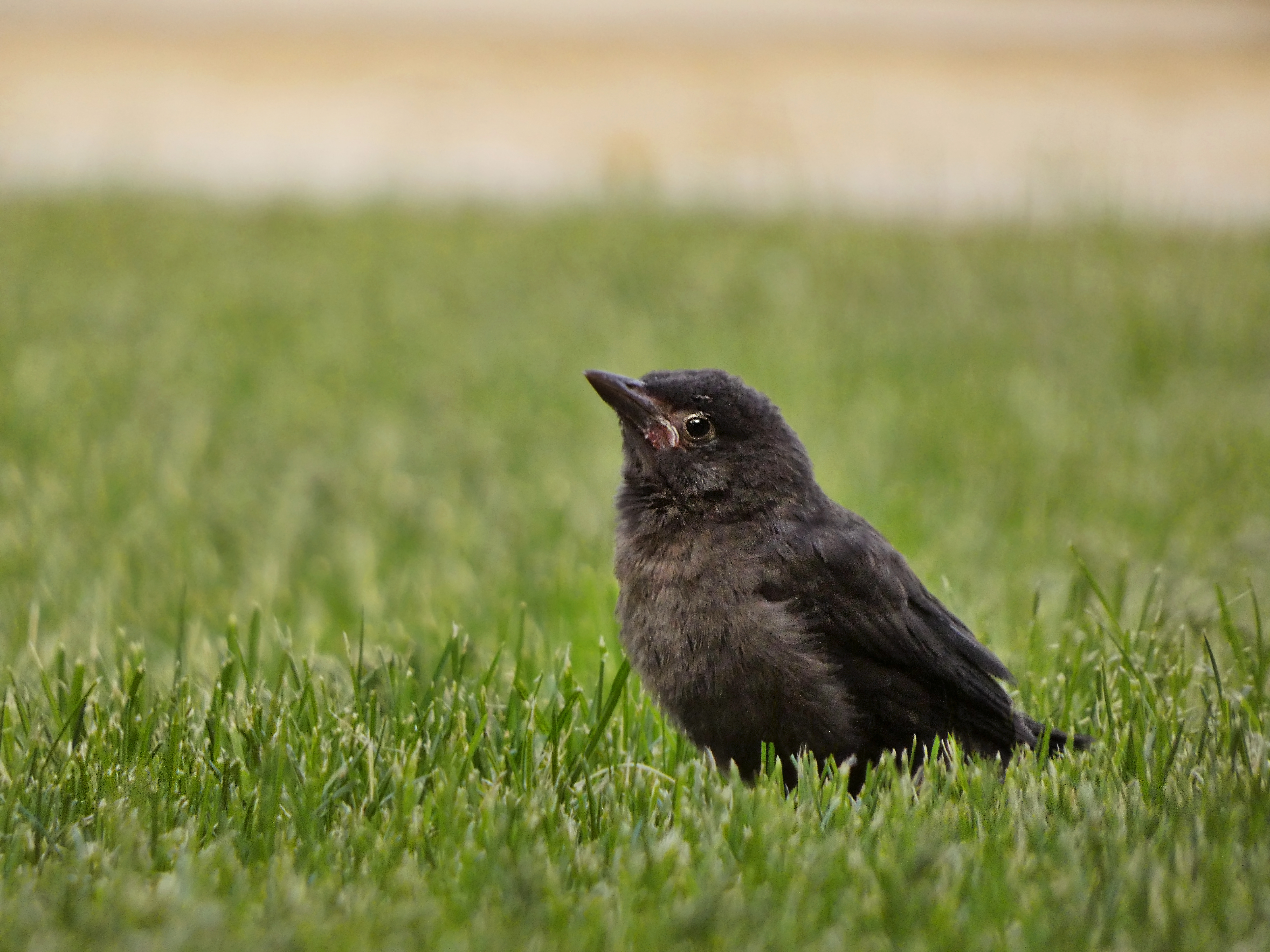
Um filhote de rabo-de-quilha em meio à grama recém-cortada

O rabo-de-quilha (Quiscalus quiscula) é uma espécie de ave da família Icteridae de grande porte encontrada em abundância na América do Norte. Descrito pela primeira vez em 1758 por Lineu, o rabo-de-quilha tem três subespécies. Os adultos têm um bico longo e escuro, olhos amarelos pálidos e uma cauda longa. Os adultos geralmente têm uma aparência iridescente na cabeça, especialmente os machos. Podem ser encontrados em toda a América do Norte, a leste das Montanhas Rochosas.

## Taxonomia
O rabo-de-quilha foi descrito pela primeira vez em 1758 por Lineu na décima edição do livro Systema Naturae, como Gracula quiscula. Foi atribuído ao gênero Quiscalus pelo ornitólogo francês Louis Pierre Vieillot em sua obra Dictionnaire d'histoire naturelle de 1816.
São reconhecidas três subespécies:
- Q. q. quiscula (Lineu, 1758)

- Q. q. stonei (Chapman, 1935)[6]

- Q. q. versicolor (Vieillot, 1816)

## Descrição

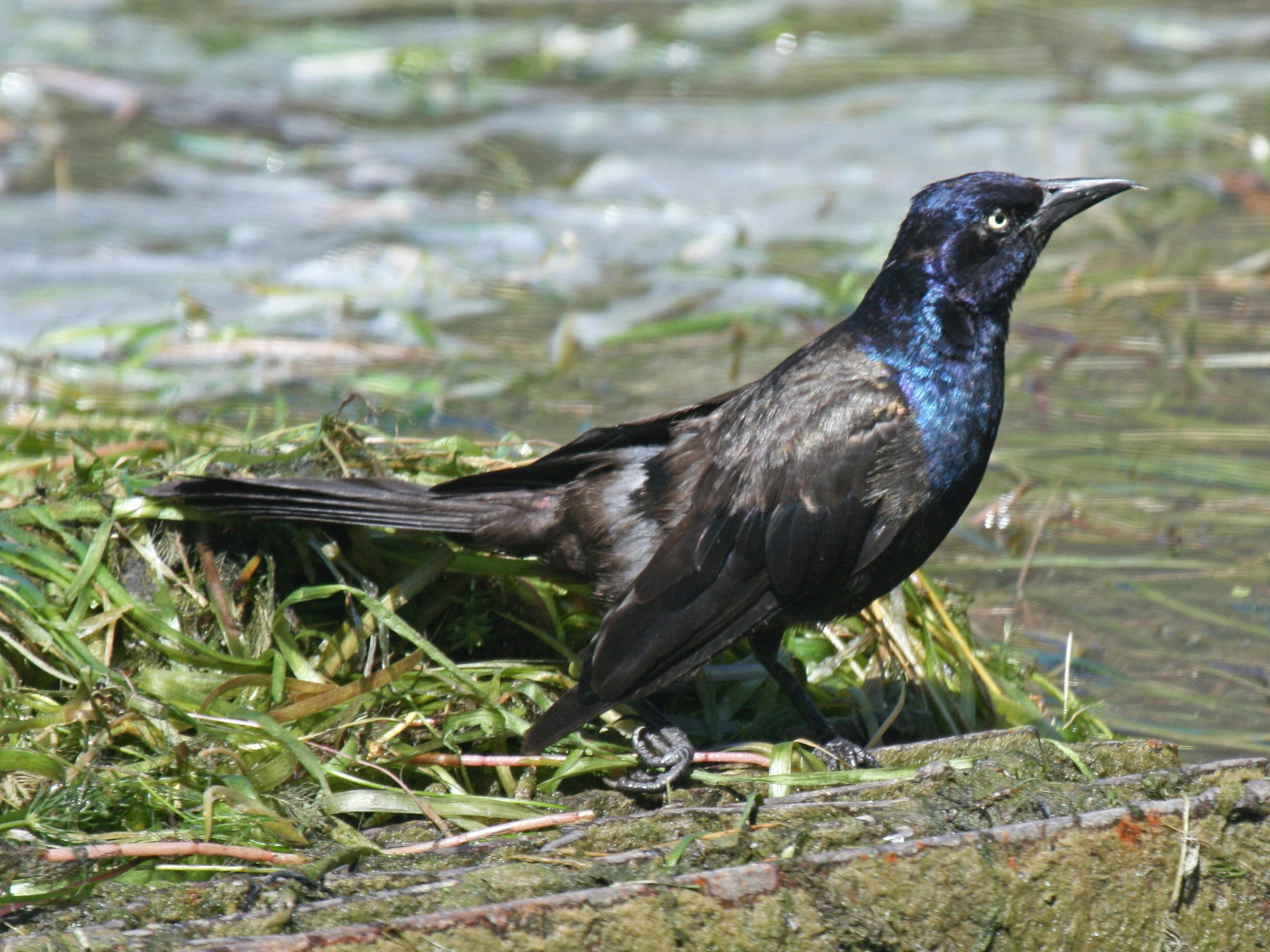
Rabo-de-quilha macho iridescente

Os rabos-de-quilha adultos medem de 28 a 34 cm de comprimento, têm 36 a 46 cm de envergadura nas asas e pesam de 74 a 142 g. Os rabos-de-quilha são menos dimórficos sexualmente do que as espécies maiores, mas as diferenças entre os sexos ainda podem ser notadas. O macho, com uma média de 122 g, é maior do que a fêmea, com uma média de 94 g. Os adultos têm um bico longo e escuro, olhos amarelados pálidos e uma cauda longa; suas penas parecem pretas com iridescência roxa, verde ou azul na cabeça e, principalmente, brilho bronze na plumagem do corpo. As fêmeas adultas, além de serem menores, geralmente são menos iridescentes; suas caudas, em particular, são mais curtas e, ao contrário dos machos, não se inclinam (apresentam uma crista longitudinal) durante o voo e são marrons, sem brilho roxo ou azul. Os filhotes são marrons com olhos marrom-escuros.

## Distribuição e habitat

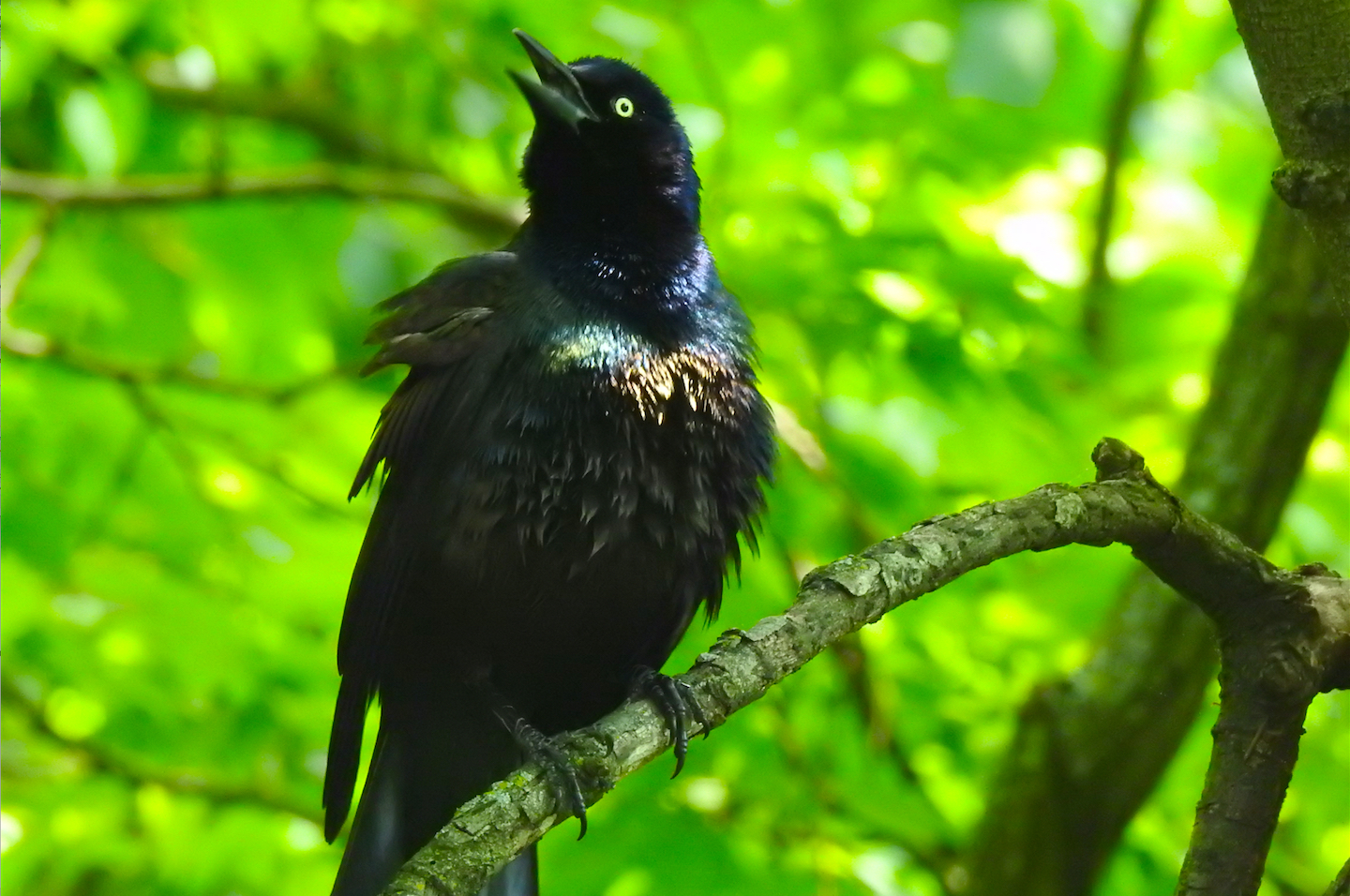
Rabo-de-quilha, exibição de acasalamento no Central Park, Nova York.

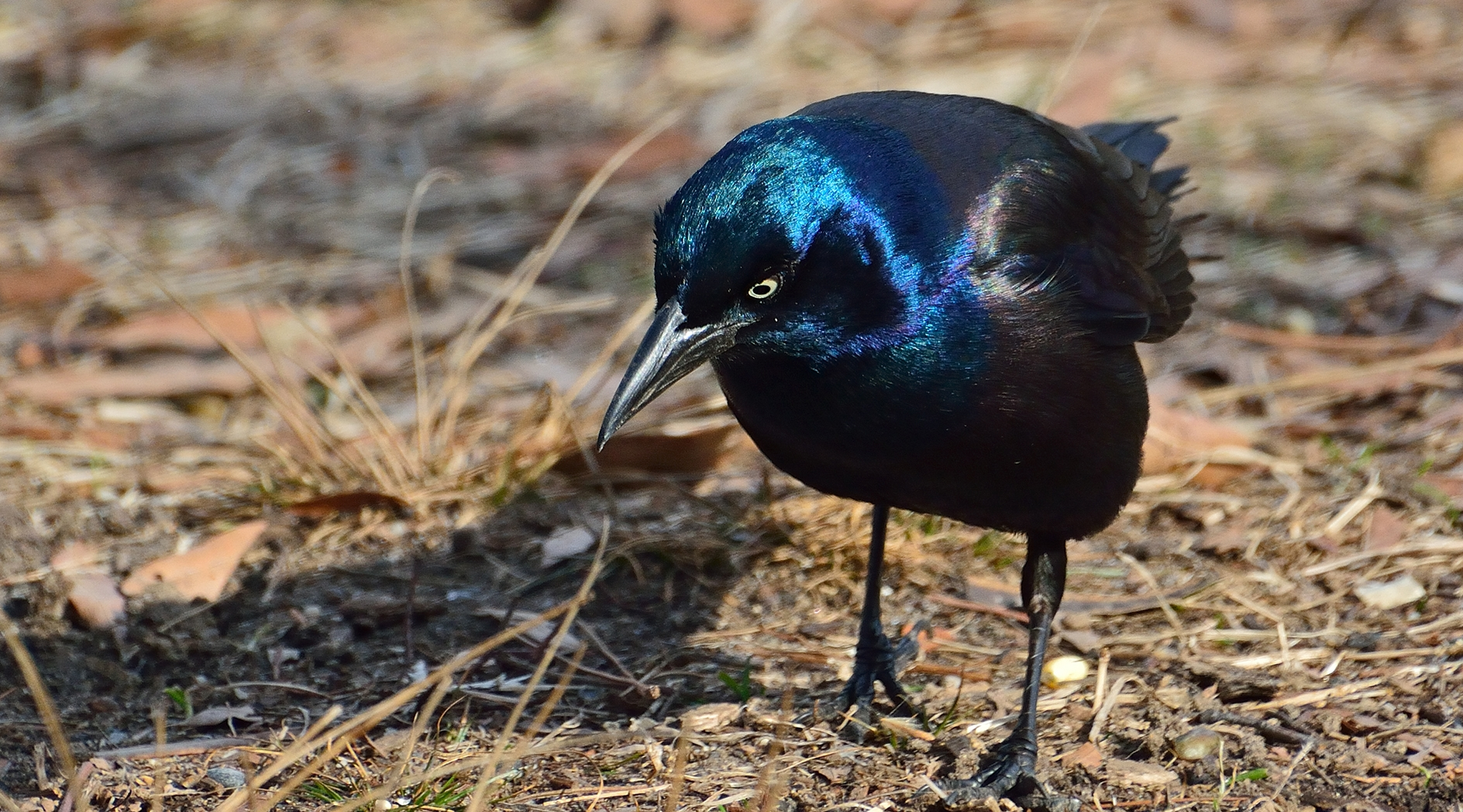
Rabo-de-quilha no Central Park

O habitat de reprodução são áreas abertas e semiabertas em toda a América do Norte, a leste das Montanhas Rochosas. O ninho é uma copa bem escondida em árvores densas (principalmente pinheiros) ou arbustos, geralmente perto da água; às vezes, o rabo-de-quilha nidifica em cavidades ou em estruturas feitas pelo homem. Geralmente nidifica em colônias, algumas delas bastante grandes. As casas de pássaros também são um local de nidificação adequado. A ninhada contém de quatro a sete ovos.
Esse pássaro é um residente permanente em grande parte de sua área de distribuição. As aves do norte migram em bandos para o sudeste dos Estados Unidos. A distribuição do rabo-de-quilha é explicada em grande parte pela temperatura média anual, e a espécie expandiu sua área de distribuição em mais de três vezes desde o último máximo glacial, aproximadamente 22.000 anos atrás.

## Ecologia e comportamento

### Forrageamento e dieta

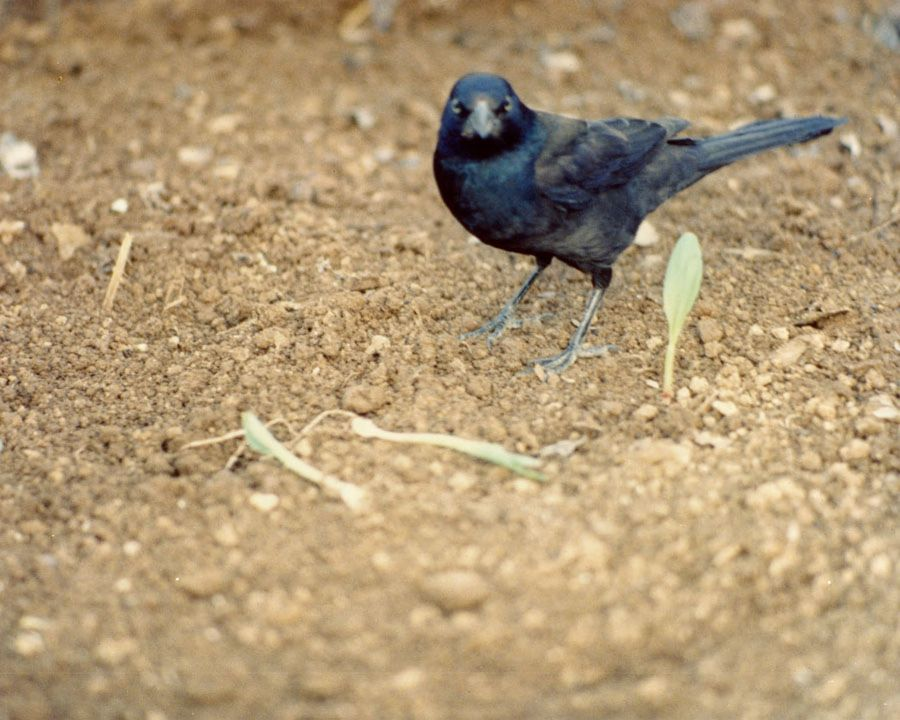
Rabo-de-quilha, parado ao lado de brotos de milho intactos e arrancados. Os rabos-de-quilha danificam o milho puxando as plantas recém-germinadas

O rabo-de-quilha procura alimento no chão, em águas rasas ou em arbustos; pode roubar comida de outras aves. É onívoro, comendo insetos, peixes, sapos, ovos, frutos silvestres, sementes, cereais e até mesmo pequenas aves e roedores. Os rabos-de-quilha em áreas de alimentação ao ar livre geralmente esperam ansiosamente até que alguém deixe cair algum alimento. Eles correm para a frente e tentam pegá-lo, muitas vezes arrancando o alimento do bico de outra ave. Eles preferem comer do chão nos alimentadores de aves, o que torna as sementes espalhadas uma excelente opção de alimento para eles. Podem ser vistos regularmente procurando insetos, especialmente depois da grama ser aparada.
Os rabos-de-quilha têm uma adaptação exclusiva na quilha do bico que lhes permite quebrar e cortar nozes ou grãos duros. A quilha se projeta para baixo a partir do palato córneo e é mais afiada e mais abrupta anteriormente. Ela se estende abaixo do nível do tômio e é usada em um movimento de serra para abrir grãos secos. Os músculos adutores maiores em sua mandíbula, em comparação com os de outros icterídeos, tornam essa adaptação ainda mais útil para abrir sementes duras.
Juntamente com algumas outras espécies, o rabo-de-quilha é conhecido por praticar o “formigamento”, esfregando insetos em suas penas possivelmente para aplicar líquidos como o ácido metanoico secretado pelos insetos.

### Cantos
O canto do rabo-de-quilha é particularmente áspero, especialmente quando essas aves, em um bando, estão chamando. Os cantos variam de chewink chewink durante todo o ano a um canto mais complexo na época de reprodução, ooo whew, whew, whew, whew, whew, que fica cada vez mais rápido e termina com um alto crewhewwhew! Ocasionalmente, ele também soa como o zumbido de uma linha elétrica. O rabo-de-quilha também pode imitar os sons de outros pássaros ou até mesmo de humanos.

### Reprodução
Na época de reprodução, os machos inclinam a cabeça para trás e afofam as penas para se exibir e manter os outros machos afastados. Esse mesmo comportamento é usado como uma postura defensiva para tentar intimidar os predadores. Os rabos-de-quilha machos são menos agressivos uns com os outros e mais cooperativos e sociais do que as espécies maiores.

## Relação com os seres humanos
A área de distribuição dessa ave se expandiu para o oeste à medida que as florestas foram desmatadas. Em algumas áreas, ela agora é considerada uma praga pelos fazendeiros devido ao seu grande número e à sua preferência por grãos. Apesar da população atualmente robusta, um estudo recente da National Audubon Society sobre os dados da Contagem de Pássaros de Natal indicou que as populações diminuíram em 61%, para uma população de 73 milhões de aves, em comparação com o máximo histórico de mais de 190 milhões de aves. Como resultado, ela agora é classificada pela IUCN como espécie quase ameaçada.
Ao contrário de muitos pássaros, o rabo-de-quilha se beneficia da expansão das populações humanas devido à sua natureza engenhosa e oportunista. Alguns consideram os rabos-de-quilha uma séria ameaça às plantações e são notoriamente difíceis de controlar; isso geralmente requer o uso de falcões ou aves de rapina grandes semelhantes.

## Magnetoreceptividade
Embora o mecanismo exato não seja bem compreendido, vários estudos examinaram a capacidade do rabo-de-quilha de interpretar o campo magnético da Terra - ou, nesse caso, a variabilidade dele. Descobriu-se que o rabo-de-quilha (como a maioria de seus parentes Quiscalus) está em sintonia com um campo magnético dinâmico em um grau cientificamente significativo.

## Galeria

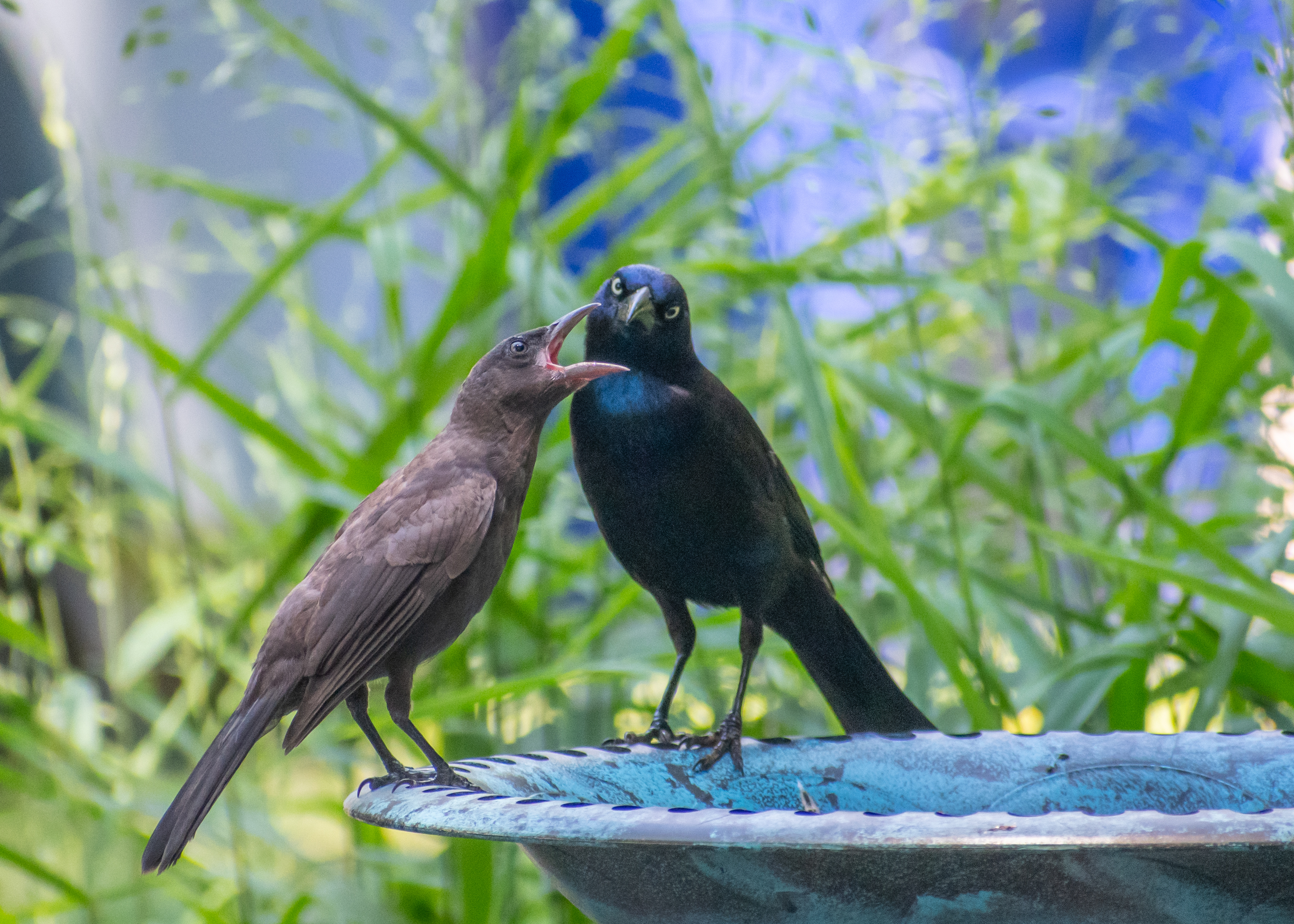
Filhote e adulto juntos.
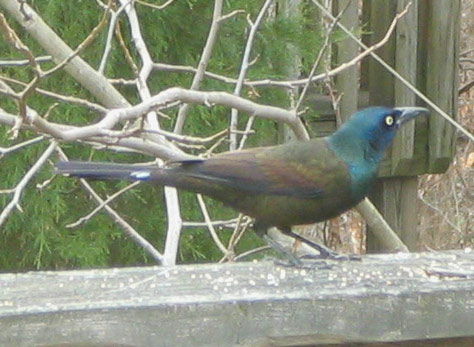
Dorso e cabeça iridescentes.
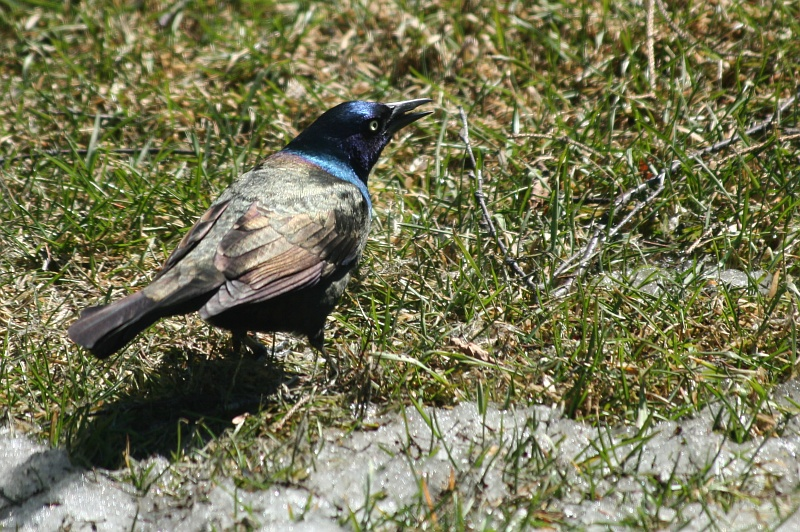
Iridescência sob luz solar direta.
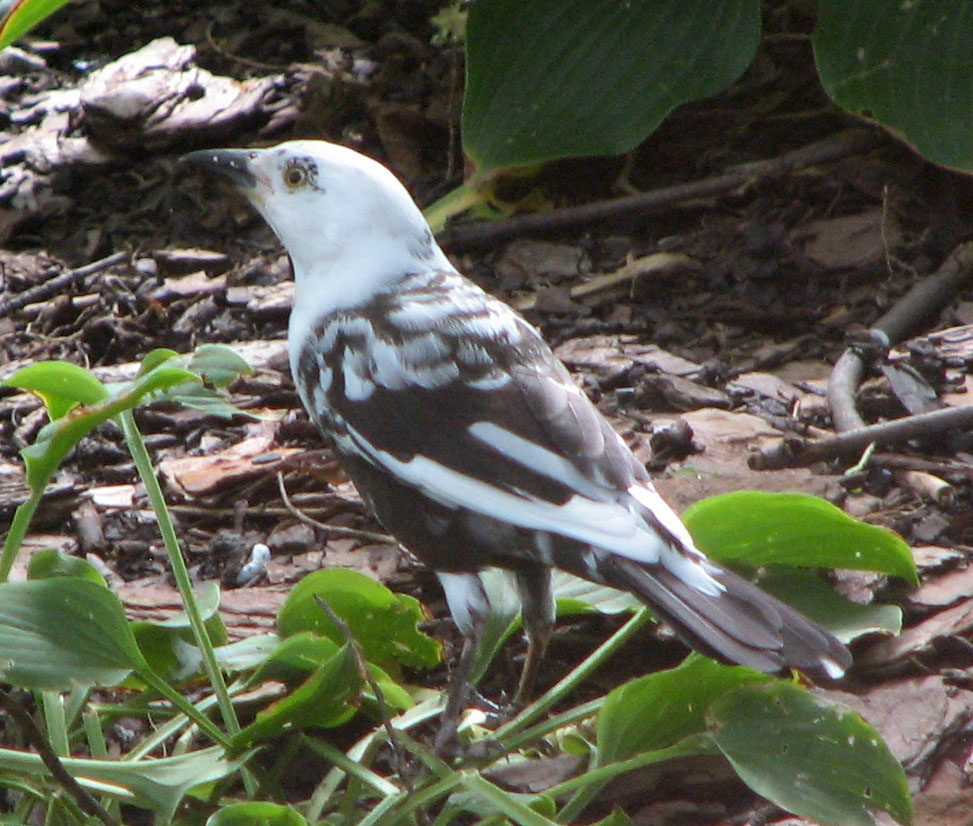
Parcialmente leucístico.
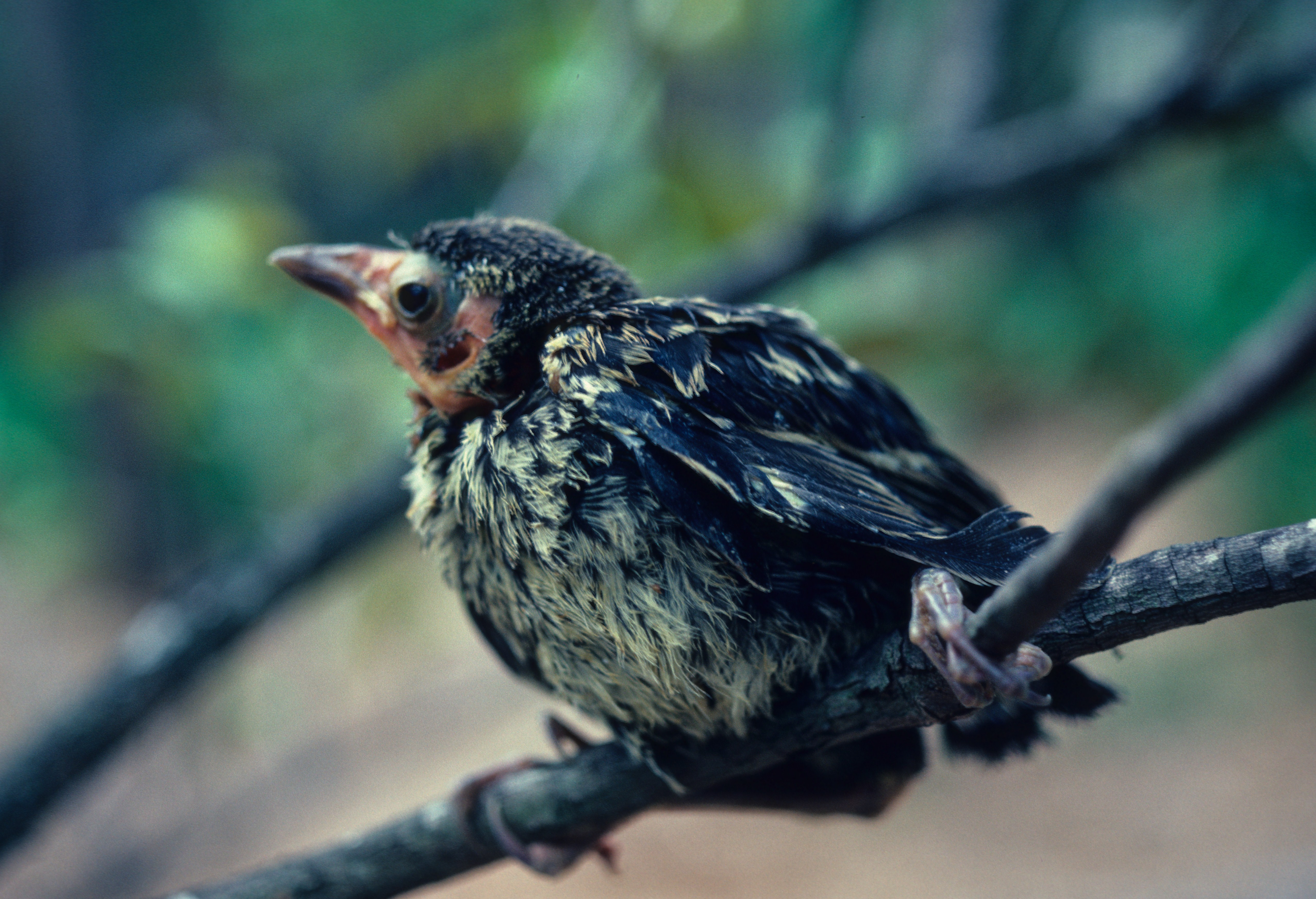
Filhote.
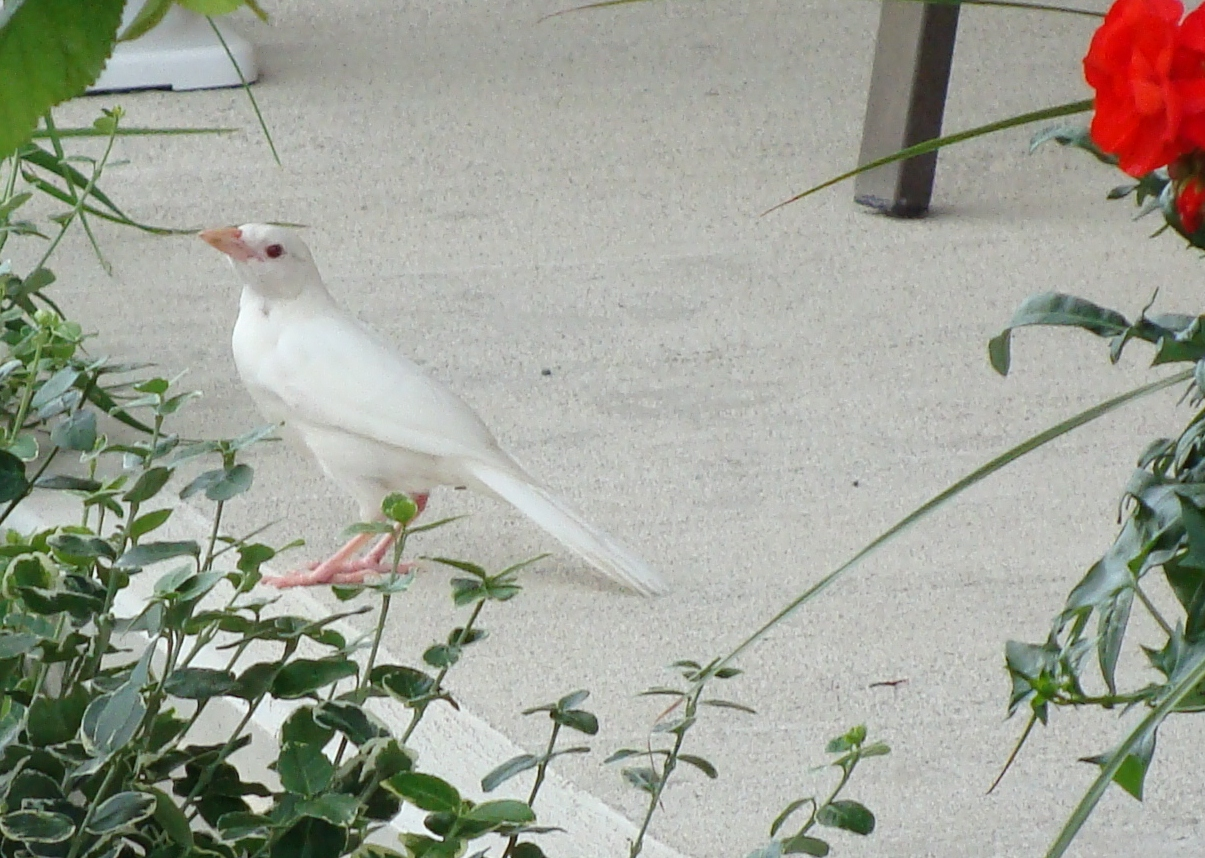
Um rabo-de-quilha albino em Peterborough, Ontário.
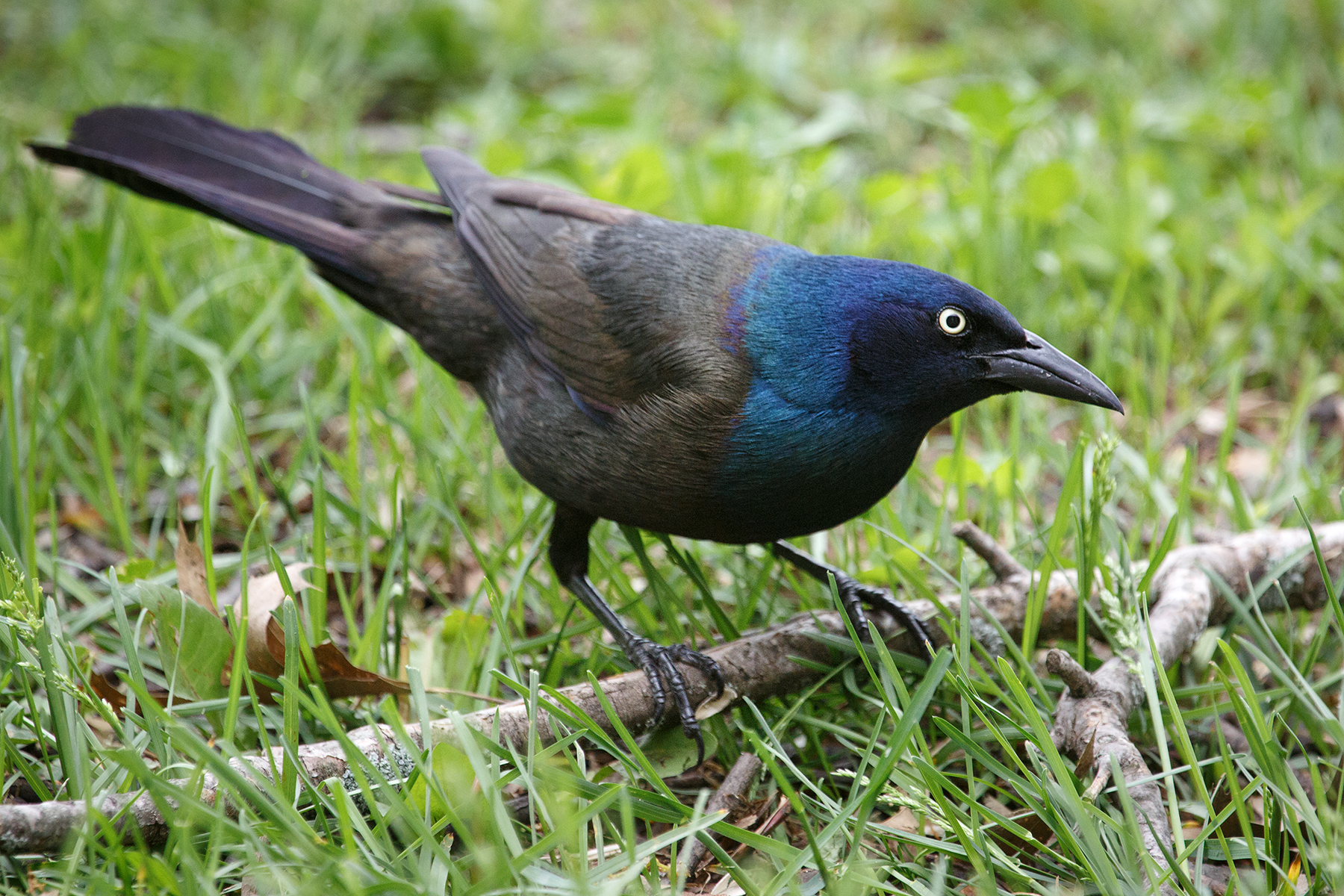
Macho se alimentando na grama.
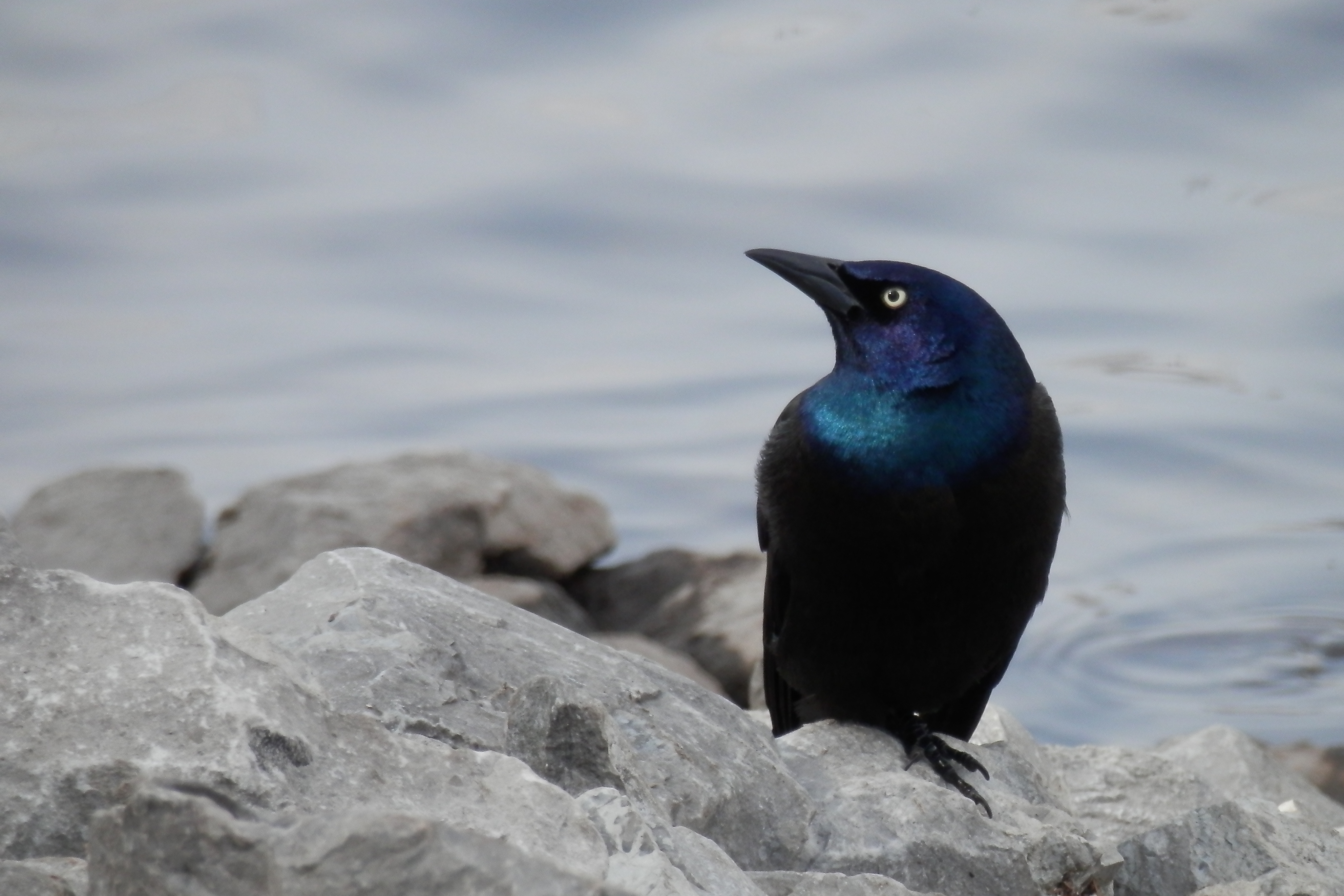
Em Ontário, Canadá.
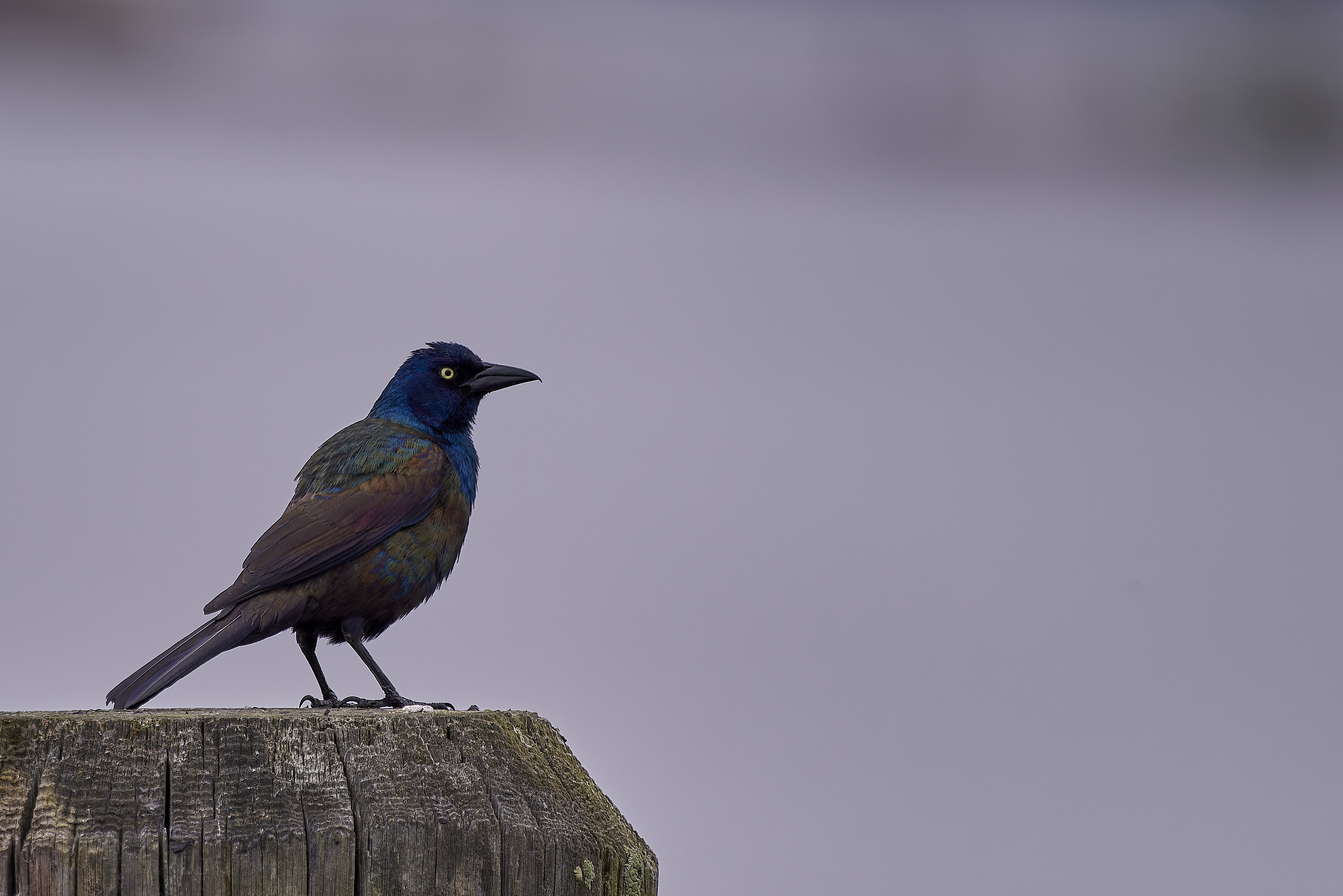
Rabo-de-quilha em uma estaca de madeira, no rio Connecticut.